# Ринковий інтервенціонізм
Ринковий інтервенціонізм (втручання) — це політика або захід, який змінює ринок або втручається в нього, як правило, здійснюється у формі державних дій, а також діяльності благодійних та політичних груп. Ринкове втручання може здійснюватися з кількох причин, у тому числі як спроба виправити фіаско (провали) ринку  або, ширше, для просування громадських інтересів або захисту інтересів певних груп.
Втручання в функціонування ринків можуть здійснюватися заради різноманітних політичних чи економічних цілей, включаючи, але не обмежуючись, сприяння економічному зростанню, збільшення зайнятості, підвищення заробітної плати, підвищення або зниження цін, зменшення нерівності доходів, управління грошовою масою та процентними ставками або збільшення прибутків. Для досягнення цих цілей держава використовує різноманітні інструменти, такі як податки чи штрафи, державні підприємства, субсидії чи регулювання, наприклад мінімальні та граничні ціни.

## Основні форми

### Обмеження ціни (верхні та нижні)

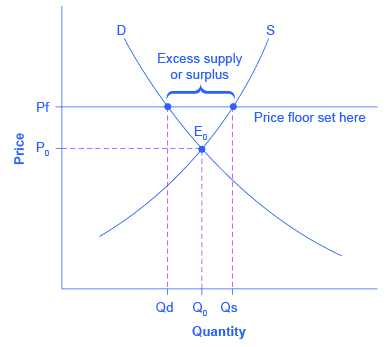
Демонстрація обов’язкової мінімальної ціни, що призводить до надлишку пропозиції

Цінові обмеження встановлюють мінімальну ціну, за якою може відбутися транзакція на ринку. Вони можуть встановлюватися урядом, а також неурядовими групами, які можуть мати ринкову владу.
На відміну від мінімальної ціни, гранична ціна встановлює максимальну ціну, за якою можуть відбуватися операції на ринку. Серйозною проблемою як для нижньої, так і для верхньої межі ціни є поява чорних ринків для відповідного товару чи послуги.

### Обмеження кількості (верхні та нижні)
Іншою можливою формою втручання в ринок є встановлення кількісних обмежень. Це, по суті, гарантує, що лише певна кількість товару чи послуги виробляється і продається на ринку. Прикладом такого втручання є дозволи на викиди або кредити, за допомогою яких деякі учасники ринку можуть компенсувати свою діяльність, сплачуючи іншим учасникам за скорочення їхньої власної кількості викидів.
Хоча теоретично це можливо, на практиці кількісні обмеження застосовуються рідше. Таке втручання гарантує, що обсяг ринку не впаде нижче певного рівня. Серед інших методів, цього можна досягти шляхом закупівлі товару, що продається на ринку, наприклад, у випадку гарантії робочих місць, яка забезпечує використання робочої сили. Це також може мати форму юридично обов'язкового рівня виробництва, також відомого як виробнича квота.

### Оподаткування та субсидування
Традиційно оподаткування використовується як форма отримання доходів. Однак ще в 14 столітті було помічено, що оподаткування може впливати на торгівлю і пригнічувати економічну активність. На практиці це іноді розглядається як бажаний результат, і податки стягуються з наміром перешкодити або обмежити ринок.
Економіст Артур Пігу використовував концепцію зовнішніх ефектів, розроблену Альфредом Маршаллом, щоб припустити, що податки та субсидії слід використовувати для інтерналізації витрат, які не повністю охоплюються існуючими ринковими структурами.  На його честь вони були названі податками та субсидіями Пігу. 

### Права власності та контракти
Важливою, але часто непоміченою формою ринкового втручання є те, як соціальні та інституційні норми, конвенції чи правила можуть впливати на функціонування ринків. Різні методи «tâtonnement» (знаходження рівноваги) призводять до різних результатів, оскільки ці методи мають різну жорсткість, витратами на пошук і «вартість меню» (витрати фірми, пов'язані зі зміною цін). Разом вони утворюють те, що називають трансакційними витратами, концепцію, розроблену серед інших американцем Джоном Коммонсом і далі англійським економістом Рональдом Коузом. 

## Види ринкового інтервенціонізму
Ринкове втручання містить:
- Фінансову допомогу (зазвичай коштом податків) у вигляді виплат людям або організаціям, які мають фінансові труднощі; [6] фінансування передає організації з власності їхніх колишніх акціонерів у власність їхніх кредиторів, скасовуючи борг.
- Закони про конкуренцію спрямовані на посилення конкуренції та запобігання монополії та олігополії [7]
- Авторське право надає законну монополію на творчу роботу, щоб заохотити її виробництво. [8]
- Мінімальна заробітна плата створює мінімальну ціну на працю. [9]
- Монетарна політика, наприклад валютна інтервенція на валютному ринку. [10]
- Націоналізація передає приватну річ у державну власність
- Нетарифні бар'єри в торгівлі обмежують імпорт і експорт іншими методами, ніж прямі податки
- Патенти — це легальна монополія, видана на практичні винаходи
- Приватизація передає державну річ у приватну власність
- Кількісне пом’якшення відбувається, коли уряд купує державні облігації, підвищуючи їхню ціну та знижуючи віддачу від ціни одиниці для людей та установ, які купують державні облігації.
- Регулювання забороняє, обмежує або вимагає певної ринкової діяльності
- Субсидії та ринкові/державні стимули сплачують гроші, щоб отримати бажані зміни в одержувачах [11]
  - Перехресне субсидування та збори — це субсидії, що фінансуються коштом пов’язаного податку
- Соціальна допомога — це державна допомога окремим особам, у грошовій чи натуральній формі, часто спрямована на задоволення основних потреб

- Банківські збори — це коли банки зобов’язані здійснювати одноразові платежі урядам
- Збори на капітал вимагають від людей або установ сплати одноразового платежу, подібного до податку, уряду чи іншій установі, яку уряд бажає підтримувати; часто виплачується, лише якщо він перевищує певний рівень багатства

- Податки також є видом ринкового інтервенціонізму.